# Kraska (przystanek kolejowy)
Kraska (ukr. Краска, Kraska) – przystanek osobowy w miejscowości Kraska, w obwodzie wołyńskim, na Ukrainie. Jest częścią Kolei Lwowskiej.
Znajduje się na linii Kowel – Zabłocie – Brześć, między przystankiem Lutka (3 km) i stacją Zabłocie (7,2 km).
Stacja obsługuje wyłącznie pociągi regionalne, kursujące między Kowlem i Brześciem.

## Linie kolejowe
- Kowel – Brześć